# Сеид Абдулфаттах
Сеид Абдулфаттах-хан Тура (1856—1869) — представитель правящей узбекской династии мангытов, шестой и любимый сын Эмира Бухары Музаффара.
В 1869 году Сеид Абдулфаттах был отправлен эмиром в почетное посольство в Санкт-Петербург. Пробыл в Петербурге с начала ноября до 10 декабря и был принят императором Александром II. Посольство возглавлял брат жены эмира Абулкасим-бий и секретарем был писатель Ахмад Дониш.
Музаффар намеревался просить императора Александра II утвердить Сеид Абдалфаттаха в качестве наследника бухарского престола, однако этот молодой принц простудился по дороге, долго болел и позже скончался. От принца Сеид Абдалфаттах-хана детей не осталось.